# هنري إروين (سياسي)
هنري إروين هو سياسي كندي، ولد في 21 مارس 1925. انتخب عضو الجمعية التشريعية لنيو برونزويك ‏.